# Fck U
Fck U è un singolo del gruppo musicale italiano Psicologi, pubblicato il 28 maggio 2020.
Il singolo vede la collaborazione della rapper Madame.

## Tracce
1. Fck U (feat. Madame) – 3:14

## Classifiche
| Classifica (2020) | Posizione massima |
| ----------------- | ----------------- |
| Italia            | 89                |